# Slanišče
Naravna slanišča ali solne kotanje so ravna prostrana tla, prekrita s soljo in drugimi minerali, ki se na sončni svetlobi močno bleščijo. Najdemo jih v puščavah in so naravne tvorbe (v primerjavi z umetnimi solinami).

## Opis
Oblika solne kotanje nastane z izparevanjem bazena z vodo, jezera ali ribnika. To se zgodi zaradi podnebja v puščavi, ko stopnja izhlapevanja vode presega stopnjo padavin. Če voda ne more ponikniti v tla, ostane na površini, dokler ne izpari, in pusti usedline mineralov iz solnih ionov, raztopljenih v vodi. Več kot tisoč let se minerali (običajno soli) kopičijo na površini. Odbijajo sončne žarke in se pogosto pojavijo kot bela območja.
Slanišča oziroma solne kotanje so lahko nevarne. Skorja soli lahko pokriva mehko blato, v katero se lahko pogrezne cel tovornjak. Katarska depresija v vzhodni Sahari ima veliko takih pasti, ki so bile strateške ovire med drugo svetovno vojno. 

## Hidrologija in zgradba
Z rednimi ali občasnimi prilivi novega materiala kotanja poplavi in s soljo bogati minerali se nalagajo, ko voda izpari. Tanki sloji se seštevajo in sčasoma nastanejo debele plasti evaporitov (oborina, nastala iz prenasičene raztopine soli zaradi izhlapevanja, npr. morska sol). Ob poznejšem prekritju z drugimi kamninami lahko nastane kupola soli.

## Razločitev
V različnih državah slanišča različno imenujejo:
- v Utahu (ZDA): salt flats
- v Mehiki: playa
- v Južni Ameriki: salar (iz el salar, špansko solna postaja[2])) ali salina
- v Turkmenistanu: takyr
- v Srednji Aziji: schala ali bajir
- v Iranu: kavir ali kevir
- v Severni Afriki: schott (arabsko شط, pomeni utrujena obala/obala/sipina iz štt prekoračiti, odstopati) ali sebha

## Primeri
Salar de Uyuni v Boliviji je največje slanišče na svetu s 50–70 % litijevih rezerv na svetu. Meri 10.582 km².
Bonneville Salt Flats v Utahu, tu so bili postavljeni številni kopenski hitrostni rekordi, je znano slanišče v sušnih območjih na zahodu Združenih držav Amerike. Meri 10.360 km².
Etoška kotanja v narodnem parku Etoša v Namibiji meri 4760 km².
Black Rock Desert v Nevadi je suha puščava na severozahodnem delu Nevade (ZDA). Leži na morskem dnu prazgodovinskega jezera Lahontan, ki je nastal že v zadnji ledeni dobi. Njegova površina je 30.044 km².
Hudičevo golfišče je velika solna kotanja na tleh v Dolini smrti v Mohavski puščavi v narodnem parku Dolina smrti. Ime je dobila po članku v National Park Service, vodniku po Dolini smrti (1934), v katerem je navedeno, da je "samo hudič lahko igral golf na tej površini", ki ima grobo teksturo velikih tvorb halitnih kristalov soli.